# Bachelor's Paradise

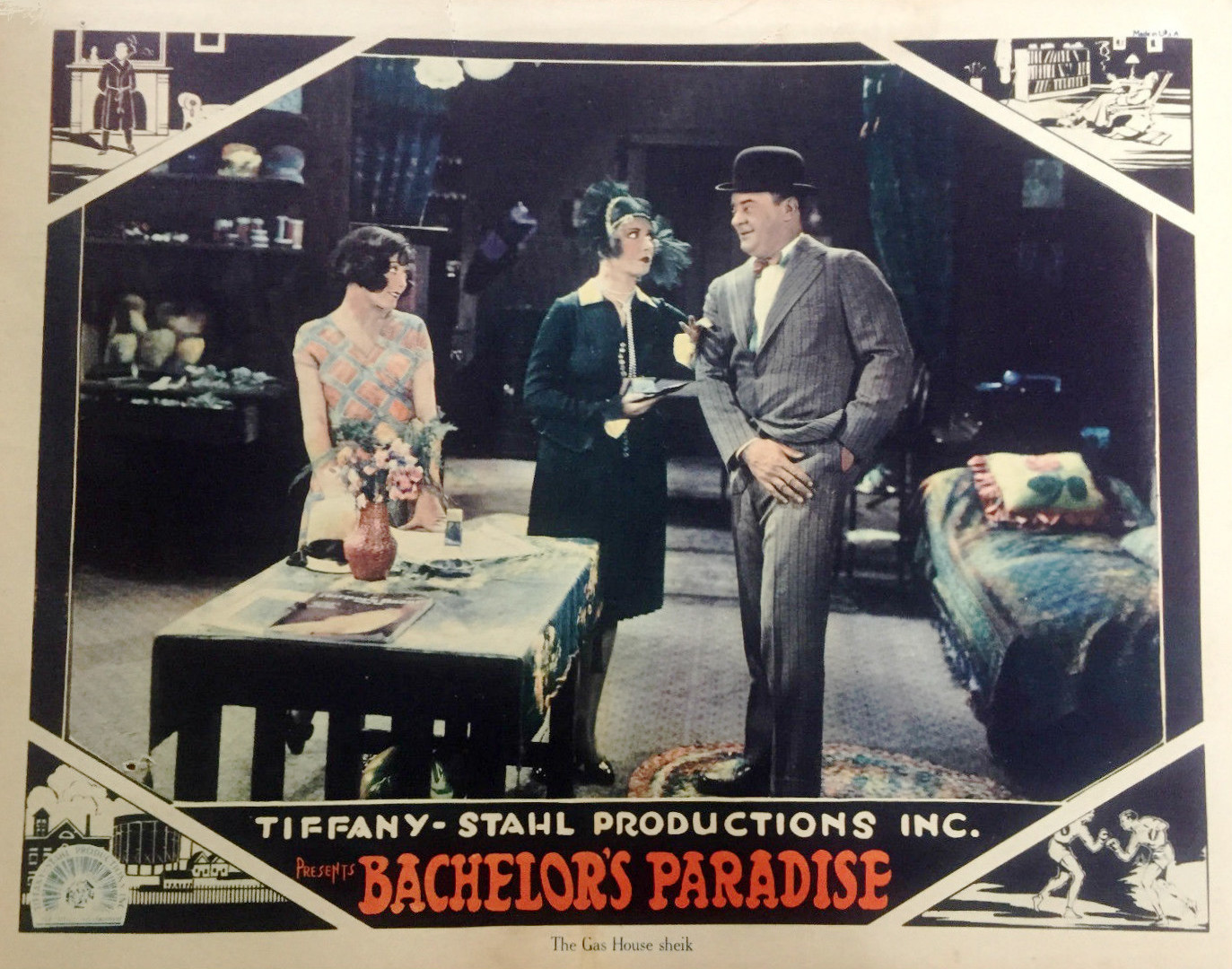
Carte promotionnelle du film.

Bachelor's Paradise est un film américain réalisé par George Archainbaud, sorti en 1928.

## Fiche technique
- Réalisation : George Archainbaud[1]
- Scénario : Curtis Benton, Harry Braxton, Vera Clark
- Producteur : John M. Stahl
- Photographie : Chester A. Lyons
- Montage : Robert Kern
- Genre : Drame[2]
- Production : Tiffany-Stahl Productions
- Distributeur : Tiffany Pictures
- Durée : 70 minutes
- Date de sortie : 1er août 1930

## Distribution

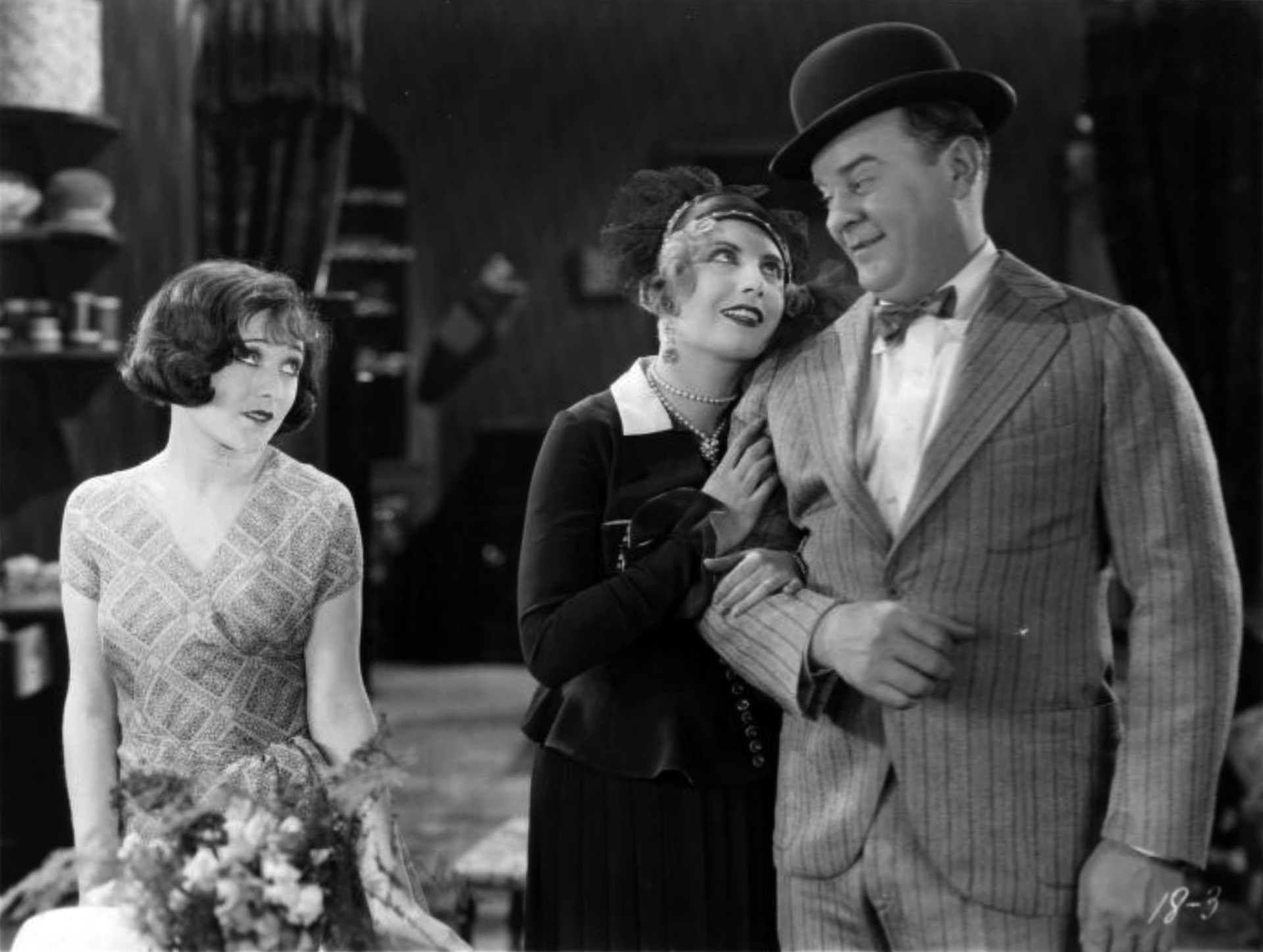
Sally O'Neil, Jean Laverty et Eddie Gribbon dans une scène du film.

- Sally O'Neil : Sally O'Day
- Ralph Graves : Joe Wallace
- Eddie Gribbon : Terry Malone
- James Finlayson : Pat Malone
- Sylvia Ashton : Mrs. Malone
- Jean Laverty : Gladys O'Toole